# Wunscherfüllende Medizin
Wunscherfüllende Medizin bezeichnet nicht medizinisch indizierte Eingriffe in den menschlichen Organismus mit dem Ziel der Verbesserung, Veränderung oder Erhaltung von Form, Funktion, kognitiven Fähigkeiten oder emotionalen Befindlichkeiten (Neuro-Enhancement), die unter ärztlicher Verantwortung durchgeführt werden. Dazu zählen insbesondere operative, pharmakologische, biotechnische (z. B. neurobionische) und gentechnische Maßnahmen.
Beispiele sind ausschließlich auf Wunsch des Patienten durchgeführte ästhetisch-chirurgische und ästhetisch-dermatologische Eingriffe oder die Gabe von Medikamenten, die zur Beeinflussung körperlicher Funktionen (Doping, Potenzsteigerung, Anti-Aging) oder zur Beeinflussung kognitiver Fähigkeiten oder emotionaler Befindlichkeiten von Menschen eingesetzt werden. Noch im Experimentalstadium befinden sich das neurobionische Enhancement mit der Ingebrauchnahme oder Implantation elektronischer Hilfsmittel in das Zentralnervensystem mit dem Ziel, menschliche Fähigkeiten zu erweitern. Genetisches Enhancement betrifft Veränderungen der Erbsubstanz, zum Beispiel durch Gendoping. Dabei werden auch Fragen der Medizinethik und des Medizinrechts berührt.